# Naked Heart
『Naked Heart』（ネイキッド・ハート）は、財津和夫の通算6枚目のアルバム。1993年10月8日にパイオニアLDCから発売された。

## 背景
キャッチコピーは『ありのままの心を今、あなたへ…』。
前作『「もうひとつ」の愛』から約1年ぶりとなるアルバム。『サボテンの花』とは全く異なる方向性を向いており、ほどよいビートが印象的な楽曲が収録されている。

## 批評
| 専門評論家によるレビュー | 専門評論家によるレビュー |
| レビュー・スコア         | レビュー・スコア         |
| 出典                     | 評価                     |
| ------------------------ | ------------------------ |
| CDジャーナル             | 肯定的                   |

CDジャーナルは、「しっとりと落ち着いた財津節を、聴かせてくれる。誰もが一聴して彼のものと解る音楽を悠々と紡ぎ出している。」と肯定的に評価している。

## 収録曲
| 全作詞・作曲・編曲: 財津和夫。 |                        |          |            |      |
| #                              | タイトル               | 作詞     | 作曲・編曲 | 時間 |
| 1.                             | 「Naked Heart」        | 財津和夫 | 財津和夫   | 5:28 |
| 2.                             | 「愛を待たせてる」     | 財津和夫 | 財津和夫   | 4:19 |
| 3.                             | 「メルティング」       | 財津和夫 | 財津和夫   | 4:27 |
| 4.                             | 「昼のジェラシー」     | 財津和夫 | 財津和夫   | 4:23 |
| 5.                             | 「1962で抱きしめたい」 | 財津和夫 | 財津和夫   | 3:47 |
| 6.                             | 「ホテル リゾナーレ」  | 財津和夫 | 財津和夫   | 4:43 |
| 7.                             | 「何も考えないで」     | 財津和夫 | 財津和夫   | 5:21 |
| 8.                             | 「Jodie」              | 財津和夫 | 財津和夫   | 4:10 |
| 9.                             | 「Mexicoへ青い空」     | 財津和夫 | 財津和夫   | 3:34 |
| 合計時間:                      | 合計時間:              | 40:12    |            |      |

## 参加ミュージシャン
- KAZUO ZAITSU : Vocals, Background Vocals
- YOSHIAKI TANNO : Keyboards, Background Vocals
- HITOSHI SAITOH : Synthesizer Programing
- MASAKI MATSUBARA : Electric Guitars
- NOBUYA KOHARA : Acoustic & Electric Guitars
- TAKEO MIYATE : Background Vocals

## メディアでの使用
| # | 曲名             | タイアップ                              | 出典  |
| - | ---------------- | --------------------------------------- | ----- |
| 3 | 「メルティング」 | TBS系『ニュースの森』エンディングテーマ | [ 3 ] |